# 山崎みどり
山﨑 みどり（やまさき みどり、1983年1月9日 - ）は、日本のモデル、タレント、元レースクイーン。所属モデル事務所はスタイルコーポレーション、所属芸能事務所はスターヒル。
正式な表記は「山﨑」（「崎」の字は山偏に竒）であるが、「山﨑」と表記出来ない環境が多いため、「山崎」で通すことが多い。

## 人物
1983年（昭和58年）、高知県高知市生まれ。実家ははりまや橋近くにある居酒屋。弟が1人いる。
学校法人龍馬学園医業福祉専門学校トータルビューティ学科卒業。 資格として、普通自動車免許、色彩学・顧客心理学資格、日本エステティック協会認定資格を持っている。
同じレースクイーンだった南香織、森田香央里、藤代絵梨子、古澤恵らとは懇意であり、MCやヘアメイクの仕事でサーキットを訪れることが多い。また同郷のモデル・女優である白田久子とも仲が良い。

## 受賞歴
- オートギャラリー東京2005「レースクイーングランプリ2005」準グランプリ
- 『レースクイーン・オブ・ザ・イヤー』 '06 - '07

## 出演

### レースクイーン
- 2005年・2006年・2007年 ZENT sweeties（SUPER GT）
- 2005年・2006年 鈴鹿8耐JOMOレースクイーン

### イベント
- 2005年 東京オートサロンTOYOTAブースモデル
- 2006年 東京オートサロンTOYOTAブースモデル
- 2007年 東京モーターショーTOYOTAブース ステージモデル
- 2008年 東京オートサロンavexブース モデル
- 2008年 名古屋オートトレンドTOYOTAブース ステージモデル
- 2009年 東京オートサロンTOYOTAブースモデル
- 2009年 東京モーターショーTOYOTAブース ステージモデル
- 2010年 東京オートサロンTOYOTAブースモデル
- 2010年 大阪オートメッセTOYOTAブースモデル

### イメージガール
- 2005年 F1日本GP マイルドセブン ルノー イメージガール
- 2006年 マイルドセブンルノー F1チームイメージガール
- 2007年 Panasonicオキシライドイメージガール
- 2007年 MILDSEVENイメージガール「BLUE CUTE」
- 2008年 大阪オートメッセイメージガール

### TV
- CTV「女優魂」
- CX「SMAP×SMAP」
- tvk・サンテレビ・テレビ埼玉「ナビ男くんのカチカチ男女」
- EX「ザ・クイズマンショー」
- tvk「Channel a」
- NTV「女神のハテナ」
- CX「東京マスメディア会議」
- TX「TOKYO DRIFT GIRLS」
- EX「LEADER'S HOW TO BOOK ジョーシマサイト」

### 映画
- ハードライフ（2010年制作、2011年春公開） - 三代目総長　美穂役
- さらば愛しの大統領（2010年） - 婦警役
- プライド（2009年）

### 雑誌
- フライデー (雑誌)（講談社）
- KING（講談社）
- EX大衆（双葉社）
- BOMB（学研）
- ヤングサンデー（小学館）
- ヤングガンガン（スクウェア・エニックス）
- 少年マガジン（講談社）
- sabra（小学館）

etc

### ラウンドガール
- K-1 MAXラウンドガール

### DVD
- 1st DVD「EXCELLENT」（2005年11月 全国発売）
- 2nd DVD「GLAMOROUS」（2006年2月発売 販売元：BM.3）
- 3rd DVD「SPARKLE」（2007年1月発売 販売元：avex）
- 4th DVD「MARVELOUS」（2007年7月25日発売 販売元：BM.3）
- 5th DVD「PRECIOUS」（2008年1月23日発売 販売元：BM.3）
- 6th DVD「SHINE」（2008年4月23日発売）
- 7th DVD「reaLity」（2011年3月25日発売）